# 경야

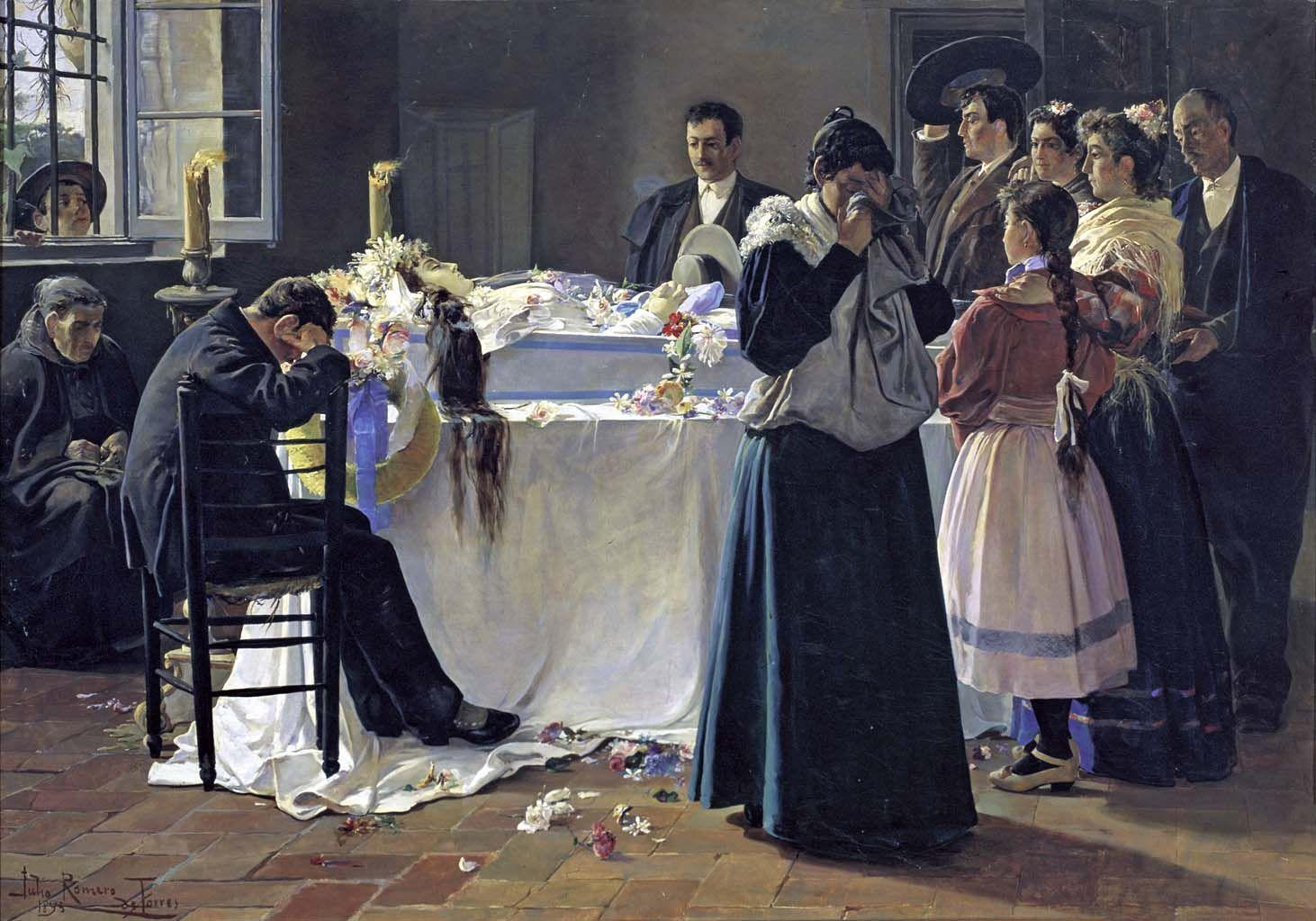

경야(經夜) 또는 웨이크(wake)는 장례식 전에 개최되는, 죽음과 관련된 사교 모임이다. 전통적으로 경야에는 가족과 친구들이 고인의 집에서 죽은 사람의 시신을 감시하는 것이 포함된다. 일부 경야는 장례식장이나 기타 편리한 장소에서 열린다. 경야 또는 시체를 보는 일은 많은 문화권에서 죽음의식의 일부이다. 이는 죽은 자와 마지막 상호작용을 가능하게 하며, 산 사람이 죽은 자와 자신의 생각과 감정을 표현하는 시간을 제공한다. 이는 지역사회 전체가 손실을 부담하고 사망한 구성원을 기리는 방법이라는 생각을 강조한다. 경야의 정서적 분위기는 사회적으로 지지적인 분위기와 고인의 죽음보다는 삶에 초점을 맞추기 때문에 장례식보다 더 긍정적으로 여겨지기도 한다.